# Ixora agasthyamalayana
Ixora agasthyamalayana är en måreväxtart som beskrevs av M. Sivadasan och N.Mohanan. Ixora agasthyamalayana ingår i släktet Ixora och familjen måreväxter. Inga underarter finns listade i Catalogue of Life.